# Лерсюм
Лерсюм (нід. Leersum) — село в нідерландській провінції Утрехт. Входить до муніципалітету Утрехтсе-Гевелрюг. Його населення станом на 2021 рік складало 7675 осіб.
До 2006 року мало статус окремого муніципалітету.